# Allemagne année 90 neuf zéro
Pour plus de détails, voir Fiche technique et Distribution.
Allemagne année 90 neuf zéro est un film français réalisé par Jean-Luc Godard, sorti en 1991.
C'est le deuxième film dans lequel Godard et Eddie Constantine ont collaboré avec le personnage de Lemmy Caution, bien qu'il ne s'agisse pas officiellement d'une suite d'Alphaville. C'est également la 15e et dernière fois que Constantine joue son rôle fétiche en 40 ans.
Le titre est une référence au film Allemagne année zéro (1948) réalisé par Roberto Rossellini. Le film est inspiré de l'ouvrage Nos solitudes : Enquête sur un sentiment de Michel Hannoun.

## Synopsis
Il y a trente ans, l'agent Lemmy Caution était stationné à Berlin-Est par les forces d'occupation alliées en tant qu'agent dormant sous le faux nom de Konrad Witrowsky. C'est là qu'il est retrouvé, après de longues recherches, par le comte Zelten du Bundesnachrichtendienst. Ce dernier avoue que les dossiers de Lemmy ont disparu et qu'il est donc tombé dans l'oubli. Zelten envoie Lemmy pour un dernier voyage vers l'ouest. En traversant l'Allemagne réunifiée, il rencontre des personnalités connues comme Charlotte Kestner ou Don Quichotte, qui se bat contre les dragons qui prennent la forme d'excavatrices à godets dans des mines à ciel ouvert. Il visite des lieux célèbres comme le buste Alexandre Pouchkine (de) ou la Schillerhaus Weimar (de), un musée consacré à Friedrich von Schiller ; il voit dans des extraits des actualités filmées ce qui s'est passé dans le camp de concentration de Dachau. Des souvenirs du Faust de Goethe ou des Aventures de Simplicius Simplicissimus de Grimmelshausen montrent des évolutions positives en Allemagne. Le voyage de Lemmy, qu'il a toujours commenté par des citations, se termine dans une chambre d'hôtel, où il s'étonne de la présence de la Bible, toujours présente sur les tables de nuit.

## Fiche technique
- Titre original : Allemagne année 90 neuf zéro ou Solitude, un état des variations ou Solitudre[1]
- Réalisation : Jean-Luc Godard
- Scénario : Jean-Luc Godard
- Photographie : Stepan Benda, Andreas Erben et Christophe Pollock
- Montage : Jean-Luc Godard
- Musique : Jean-Sébastien Bach, Ludwig van Beethoven, Gavin Bryars, Dmitri Chostakovitch, Paul Hindemith, Franz Liszt, Wolfgang Amadeus Mozart, Giacinto Scelsi, Igor Stravinsky
- Décors : Romain Goupil, Hanns Zischler
- Costumes : Julia Griep, Alexandra Pitz
- Production : Nicole Ruellé, Nicolas Seydoux, Alain Poiré
- Société de production : Production Brainstorm, Gaumont, Antenne 2, Peripheria
- Société de distribution : Télédis
- Pays de production :  France
- Langues originales : français, allemand
- Format : couleurs - 35mm - 1,33:1 - Son mono
- Genre : drame
- Durée : 62 minutes
- Date de sortie : 
  - Italie : septembre 1991 (Mostra de Venise 1991)
  - France : 16 avril 1997[1]

## Distribution
- Eddie Constantine : Lemmy Caution
- Hanns Zischler : Conte Zelten
- Claudia Michelsen : Charlotte Kestner / Dora
- Nathalie Kadem : Delphine de Stael
- André S. Labarthe : Récitant
- Robert Wittmers : Don Quichotte
- Kim Kashkashian : Musicien

## Production

### Genèse
L'idée du film est née avant l'effondrement de la RDA en 1988 et devait à l'origine traiter de la solitude dans le pays. Les lieux ont été choisis par Hanns Zischler, qui est également indiqué au générique du film, aux côtés de Romain Goupil, comme responsable de la direction de la production.

### Titre
Le titre original français, Allemagne année 90 neuf zéro, est une variation sur le titre du film Allemagne année zéro de Roberto Rossellini, tourné en 1947 dans un Berlin bombardé. Le Neu(n) du titre allemand du film résulte de la double signification du mot « neuf » en français : il signifie à la fois « nouveau » et le nombre « neuf ».

### Noms des protagonistes
Eddie Constantine fait ici sa dernière apparition au cinéma dans son rôle phare de Lemmy Caution, qu'il avait déjà incarné de nombreuses fois auparavant, notamment en 1965 dans Alphaville, une étrange aventure de Lemmy Caution de Godard. Dans Allemagne année 90 neuf zéro, l'agent vieilli apparaît comme fatigué et solitaire.
Le comte Zelten, interprété par Hanns Zischler, est le nom d'un personnage du roman de Jean Giraudoux Siegfried et le Limousin, dont plusieurs passages sont cités dans le film.
Claudia Michelsen représente un personnage avec deux noms, qu'elle change — juste après sa première apparition dans la Variation 1 — en l'espace de quelques phrases : « Je m'appelle Dora. Mais c'était hier. Hier, je m'appelais Dora. Mais aujourd'hui, je m'appelle Charlotte Kestner ».
1. Juste avant dans le film, le « camp Dora », un camp extérieur du camp de concentration de Buchenwald, avait été mentionné, et c'est devant une baraque du camp que l'on avait vu la jeune femme. Plus tard, un autre lien est établi lorsque Lemmy Caution cite le Fragment d'une analyse d'hystérie de Sigmund Freud - une étude connue sous le nom de « cas Dora ».
2. Charlotte Kestner (née Charlotte Buff) fait allusion au personnage homonyme dans Les Souffrances du jeune Werther de Johann Wolfgang von Goethe et au personnage titre de Charlotte à Weimar de Thomas Mann.

### Structure
Allemagne année 90 neuf zéro porte le sous-titre qui devait être celui d'un projet de série télévisée : SOLITUDES - un état et des variations. Après une courte partie introductive, le film s'articule autour de six variations :
1. Le Dernier Espion
2. Charlotte à Weimar - titre inspiré du roman éponyme de Thomas Mann, paru en 1939.
3. Les Dragons de notre vie – partie d'une phrase du recueil de Rainer Maria Rilke, Lettres à un jeune poète'[A 2]
4. Un sourire russe
5. Le Mur sans lamentations - allusion au Mur des Lamentations à Jérusalem ;
6. Le Déclin de l'Occident - titre inspiré du essai éponyme d'Oswald Spengler, paru en 1918.

### Montages d'images ou de sons
L'action décrite constitue en quelque sorte le fil rouge du film. Déjà dans de nombreuses images, dialogues et autres sons originaux de l'action, Godard assemble des éléments extrêmement disparates. C'est par exemple le cas dans les plans où l'on voit Lemmy Caution alors qu'il vient de rencontrer Sancho Panza, qui doit pousser une voiture Trabant qui ne démarre apparemment plus, et Don Quichotte, assis sur son cheval et armé d'une lance. En arrière-plan, on voit, dans une direction, un moulin à vent, dans l'autre, les énormes excavatrices à godets d'une mine à ciel ouvert de lignite.
Le film n'est pas assimilable à l'action décrite. Diverses « strates » s'y ajoutent, qui assurent une « confrontation des images du film (Allemagne de l'Est des années 1990/1991) avec l'histoire » : des commentaires de Lemmy Caution prononcés en voix hors champ, d'autres commentaires en voix hors champ qui citent des extraits de littérature allemande et française (le russe est également parlé à deux reprises, une fois en voix hors champ, une fois par un soldat : Dimitri), de nombreux courts extraits de films, de documentaires et d'émissions hebdomadaires de cinéma, ainsi que des fragments de musique classique et moderne, qui ne sont le plus souvent que brièvement diffusées, mais qui se répètent parfois ailleurs dans le film. Hormis quelques exceptions, par exemple lorsque des couvertures de livres sont intégrées dans des plans, toutes les références visuelles et sonores ne sont pas accompagnées d'une indication de la source.
À cela s'ajoutent de nombreux intertitres qui interrompent l'action ou qui sont placés entre l'action et les images-documents. Il s'agit à chaque fois de courts textes en majuscules blanches sur fond noir ; ils contiennent souvent de courtes citations ou des titres d'œuvres. Par exemple, avant que le personnage Dora / Charlotte Kestner ne traverse la longue enfilade de pièces de la maison de Goethe sur le Frauenplan à Weimar, un intertitre cite le célèbre vers de Faust : DEUX ÂMES HÉLAS / HABITENT / MA POITRINE. Hanns Zischler a décrit l'effet de ces intertitres de la manière suivante : « La désillusion ne peut pas être plus frappante que par ces textes insérés en dur ».

### Musique
On peut entendre des extraits, généralement très courts, de compositions de Piotr Tchaïkovski, Gavin Bryars, Giacinto Scelsi, Franz Liszt, Jean-Sébastien Bach, Igor Stravinsky et Paul Hindemith, ainsi que — im Bild, jouée par Kim Kashkashian, mais également uniquement sous forme de fragments dans le film — de Dmitri Chostakovitch. Les deux compositions les plus marquantes sont celles dont des extraits — à chaque fois les premières notes, durant environ dix à trente secondes au maximum — sont évoquées à plusieurs reprises dans le film. Il s'agit du quatrième mouvement du quintette à cordes en sol mineur (no 4 K. 516) de Wolfgang Amadeus Mozart, et du deuxième mouvement de la symphonie no 7 en la majeur (op. 92) de Ludwig van Beethoven.
En outre, Godard utilise à quelques reprises des parties de chansons dont les compositeurs ou les paroliers ne sont pas mentionnés dans le générique de fin et qui apparaissent clairement comme des documents de l'époque où elles ont été écrites : À deux reprises, des chansons de Marlene Dietrich sont brièvement diffusées ; une fois, on entend le Solidaritätslied (de) d'Hanns Eisler/Bertolt Brecht ; et une fois, dans l'une des premières scènes du film, alors que le comte Zelten est encore à la recherche de Lemmy Caution, Godard insère le refrain d'une chanson d'un tout autre genre musical : Macht kaputt, was euch kaputt macht (de) du groupe Ton Steine Scherben.

### Extraits de films (sélection)
- 10:02 - 10:18 : Rainer Werner Fassbinder : Lili Marleen
- 27:02 - 27:04 : Roberto Rossellini : Rome, ville ouverte (Roma città aperta)
- 29:09 - 29:14 : Mikhaïl Tchiaoureli : La Chute de Berlin (Падение Берлина)
- 31:35 - 31:39 : Fritz Lang : Les Nibelungen : La Mort de Siegfried (Die Nibelungen, Teil 1: Siegfried)
- 32:20 - 32:25 : Roberto Rossellini : Allemagne année zéro (Germania anno zero)

- 32:52 - 33:09 : Boris Barnet : Au bord de la mer bleue (У самого синего моря)
- 33:22 - 33:27 : Fritz Lang : Metropolis
- 44:50 - 45:24 : Siodmak/Ulmer : Les Hommes le dimanche (Menschen am Sonntag)
- 54:12 - 54:15 : Fritz Lang : Le Testament du docteur Mabuse (Das Testament des Dr. Mabuse)
- 58:09 - 58:43 : Friedrich Wilhelm Murnau : Le Dernier des hommes (Der letzte Mann)

## Accueil critique
Le magazine Prisma (de) a qualifié le film de « film-essai difficile, construit par épisodes, avec de nombreuses allusions ambiguës ».

### Distinctions
- Mostra de Venise 1991 :
  - Prix Osella
  - Prix Pirate au festival du film de Venise pour Jean-Luc Godard